# St. Johann Baptist (Steinbrünning)

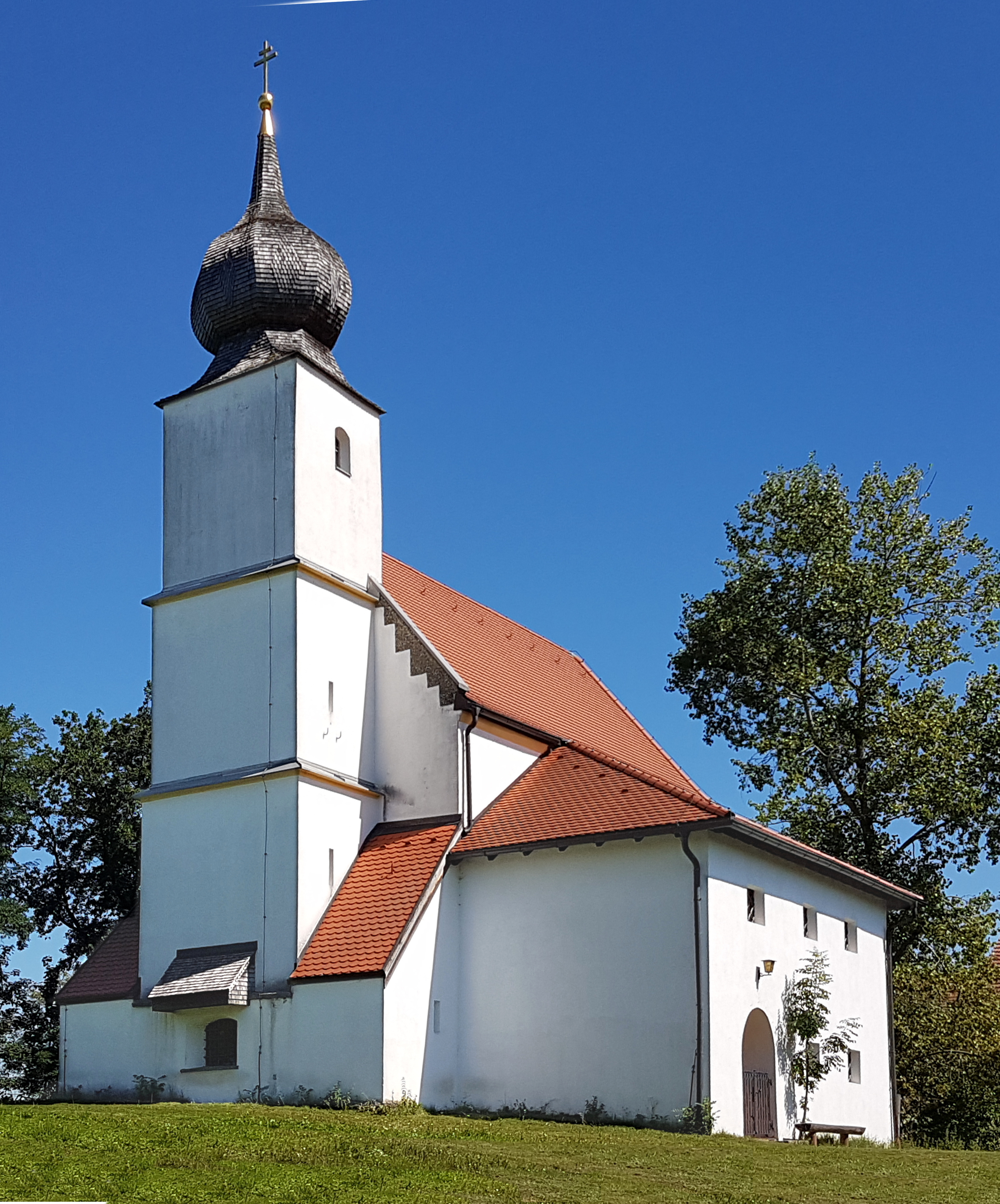
St. Johann Baptist in Steinbrünning

Die römisch-katholische Filialkirche St. Johannes Baptist, auch als St. Johannes der Täufer  bezeichnet, steht im Gemeindeteil Steinbrünning von Saaldorf-Surheim im oberbayerischen Landkreis Berchtesgadener Land. Sie ist in der Liste der Baudenkmäler in Saaldorf-Surheim als Baudenkmal unter der Nr. D-1-72-130-71 eingetragen. Die Kirche gehört zum Dekanat Berchtesgadener Land im Erzbistum München und Freising.

## Beschreibung
Die gotische Saalkirche wurde 1497 auf den Resten des mittelalterlichen Burgstalls Steinbrünning erbaut und in der zweiten Hälfte des 17. Jahrhunderts barock umgestaltet. Sie besteht aus dem Langhaus, dem Chor mit Fünfachtelschluss im Osten und dem barocken, im Kern als romanischer Wohnturm errichteten Kirchturm im Westen mit einer mit Schindeln bedeckten Zwiebelhaube. Ein Vorbau an der Südwand des Langhauses enthält Reste des Burgstalls Steinbrünning.

## Orgel
Die Orgel mit fünf Registern auf einem Manual und Pedal wurde von einem nicht bekannten Orgelbauer vor 1876 erbaut. Die Disposition lautet:
| Manual    |    |
| Gedackt   | 8′ |
| Flöte     | 4′ |
| Principal | 2′ |
| Octav     | 1′ |

| Pedal  |     |
| Subbaß | 16′ |